# Епізоди телесеріалу «Комісар Рекс» (шістнадцятий сезон)
Список епізодів 16 сезону телесеріалу «Комісар Рекс».
| №  | Оригінальна назва         | Українська назва                       | Дата показу      |
| -- | ------------------------- | -------------------------------------- | ---------------- |
| 1  | Festa di laurea           | Випускний вечір                        | 24 лютого 2014   |
| 2  | Terzo tempo               | Третій тайм                            | 24 лютого 2014   |
| 3  | Cioccolata amara          | Гіркий шоколад                         | 3 березня 2014   |
| 4  | Wunderkammer              | Кунсткамера                            | 3 березня 2014   |
| 5  | Lotta di classe           | Класова боротьба                       | 10 березня 2014  |
| 6  | Tango assassino           | Танго-вбивця                           | 10 березня 2014  |
| 7  | Magicland                 | Меджікленд                             | 17 березня 2014  |
| 8  | Notte in bianco           | Ніч без сну                            | 17 березня 2014  |
| 9  | A Pezzi                   | На шматки                              | 24 березня 2014  |
| 10 | Gli artisti del rimorchio | Майстри зваблення                      | 24 березня 2014. |
| 11 | L'era glaciale            | Льодовиковий період (спеціальна серія) | Заплановано      |

## Випускний вечір
- Режисер: Раффаеле Верцілло
- Сценарій: Моніка Запелі

### Сюжет
У передмісті Рима знайдено тіло вбитого професора онлайн університету. Він викладав та цікавився культурною антропологією, а також загадковою духовною спільнотою, яку запропонував як тему для дисертації своєму учню. Тим часом Рекса від смерті рятує новий комісар поліції — Марко Терцані.

## Третій тайм
- Режисер: Марко Серафіні
- Сценарій: Джакопо Фантастішіні та Франческо Фавале

### Сюжет
Президент регбі клубу Єудженіо Сартор був убитий у власному будинку після тренування його команди. Сартор був змушений звернутися до свого брата Маціллі за грошовою допомогою. Тким чином Маціллі став діловим партнером убитого. Комісар Терцані та Рекс підозрюють спочатку одного з гравців, Майкла Ханта, а згодом Мерло — шахрая, який бере участь у скандалах з договірними матчами. Проте Мерло був убитий Маціллі під час спроби викрадання дочки пана Сартор.

## Гіркий шоколад
- Режисер: Марко Серафіні
- Сценарій: Андреа Оліва

### Сюжет
Коли президент шоколадної фабрики Роджеро Оноратті помер після отруєння ядом з'ївши свого шоколаду, комісар Терцані та Рекс зосереджують своє розслідування на родині чоловіка, де отсаннім часом виникало багато конфліктів.

## Кунсткамера
- Режисер: Марко Серафіні
- Сценарій: Франческо Чіоче

### Сюжет
Під час полювання заможний власник будівельної фірми був убитий пострілом з рушниці. Комісар Терцані та Рекс починають розслідування.

## Класова боротьба
- Режисер: Фернандо Мурака
- Сценарій: Джанлука Ансонеллі

### Сюжет
Учитель, що супроводжував студентів під час шкільного туру по Риму приходить скаржитися до комісаріату. Над однією з її учениць хтось жорстоко знущався у готельному номері. Постраждала розповідає комісару Терцані що над нею знущалася Клара Моретті. Незабаром після цього, знаходять труп Клари. Дівчина впала з вікна ванної свого номера в готелі. Те, що спочатку здавалося трагічним випадоком насправді є вбивством.

## Танго-вбивця
- Режисер: Фернандо Мурака
- Сценарій: Міранда Пізіоне

### Сюжет
Привабливий танцівник та тренер танго Корадо Фанті був вбитий у своєму танцювальному залі. Його отруіли, а потім обшукали будинок. Під підозрою молоді дівчата, учениці Корадо адже кожна хотіла танцювати з ним. Комісар Терцані з'ясовує що і колега Фанті — вчителька танго також у небезпеці.

## Меджікленд
- Режисер: Фернандо Мурака
- Сценарій: Массімо Реале та Антоніо Лауро

### Сюжет
Терцані, Рекс та Монтероссо відпочивають у парку атракціонів «Меджікленд». Але їх відпочинок перериває вбивство що сталося під час виступу у цьому парку. Вбита Марі, одна із танцівниць. У цій справі замішані ревнощі і суперництво, а також директор парку Массімо Форгієрі, який незаконно продає амфетамін.

## Ніч без сну
- Режисер: Нікола Перуччі
- Сценарій: Массімо Реале та Антоніо Лауро

### Сюжет
Поліцейський під прикриттям Мікеле Россі потрапив до злочинної організації, але був убитий у засідці. Комісар Терцані, друг загиблого не підкоряється наказам Горі та починає власне розслідування. Інкогніто Марко та Рекс записуються до приватної клініки, якою заправляє відомий фахівець Невіо Кангелосі.

## На шматки
- Режисер: Раффаеле Верцілло
- Сценарій: Массімо Реале та Антоніо Лауро

### Сюжет
Відомий чиновник був убитий у своїй квартирі. Терцані та Рекс підозрюють його колишню дружину, але вони не знають, що все набагато серйозніше, ніж вони уявляють.

## Майстри зваблення
- Режисер: Нікола Перуччі
- Сценарій: Стефано Ангелє

### Сюжет
Інструктор зі зваблення, відомий своїми курсами, був убитий під час практичного заняття у барі…

## Льодовиковий період (спеціальна серія)
- Режисер: Ерхард Ріддльшпергер
- Сценарій: Стефан Брунер

### Сюжет
Комісар поліції міста Мерано Андреас Мітерер ніяк не може прийти до тями після смерті своєї дружини. Його настрій не поліпшується, коли йому доповідають, що до нього направлено нового напарника. На здивування поліцейського його «напарником» виявився Рекс. Разом вони повинні розслідувати справу про викрадання онука заможного діда.